# Sang noir (film, 1951)
Pour les articles homonymes, voir Sang noir.
Pour plus de détails, voir Fiche technique et Distribution.
Sang noir (Native Son) est un film argentin réalisé par Pierre Chenal et sorti en 1951. Le scénario est basé sur le roman à succès Un enfant du pays de Richard Wright, qui interprète lui-même le rôle principal.
Réalisé dans le contexte du Mouvement américain des droits civiques, le film a été censuré aux États-Unis lors de sa sortie, et a fait ultérieurement l'objet d'une restauration.

## Synopsis
Bigger, un afro-américain pauvre de la banlieue sud de Chicago abandonne son passé de criminel pour devenir le chauffeur d'une riche famille de blancs. Le patriarche Henry Dalton détient des actions dans la société immobilière qui exploite le ghetto noir de Chicago. Sa fille, Mary, est une rebelle infortunée et oisive dont le petit ami, Jan, est un sympathisant communiste. Bigger escorte Mary et Jan lors d'une soirée et, à la fin, Mary est tellement ivre que Bigger finit par la reconduire chez elle et la porter dans sa chambre. Lorsque la mère aveugle de Mary vient voir sa fille, Bigger, terrifié à l'idée de ce qui lui arriverait s'il était attrapé, couvre le visage de Mary avec un oreiller pour la calmer. Il finit par étouffer Mary. Avant d'incinérer Mary dans le four du sous-sol, Bigger doit lui couper la tête pour pouvoir y mettre le corps. Il est contraint de fuir jusqu'à ce que la justice finisse par le retrouver.

## Fiche technique
- Titre : Sang noir
- Titre original : Native Son
- Réalisation : Pierre Chenal
- Scénario : Pierre Chenal et Richard Wright d'après son roman Un enfant du pays
- Musique : Juan Ehlert
- Photographie : Antonio Merayo
- Montage : Jorge Gárate
- Production : Jaime Prades
- Société de production : Argentina Sono Film
- Société de distribution : Classic Pictures (États-Unis)
- Pays :  Argentine et  États-Unis
- Genre : Drame et film noir
- Durée : 104 minutes
- Dates de sortie : 
  - Argentine : 2 mars 1951
  - États-Unis : 16 juin 1951 (New York)
  - France : 18 mai 2017 (version restaurée, Festival de Cannes)

## Distribution
- Richard Wright : Bigger Thomas
- Willa Pearl Curtis (en) : Mme. Hannah Thomas
- Gloria Madison : Bessie Mears
- Lidia Alves : Vera Thomas
- Leslie Straugh : Buddy Thomas
- Nicholas Joy : Henry Dalton
- Ruth Robert : Helen Dalton
- Jean Wallace : Mary Dalton
- Charles Cane : Detective Britten
- George D. Green : Panama
- George Rigaud : Farley, un reporter
- Charles Simmonds : Ernie

## Analyse
Dans le contexte du racisme envers les noirs aux États-Unis, le film montre les effets de la « bigoterie » blanche, et l'impossibilité pour eux d'échapper aux conséquences.

## Production et réception
Le film n'a pas pu être réalisé à Hollywood en raison de la censure à l'époque.
Malgré d'importantes coupes au montage, le film a été considéré comme illégal dans de nombreux états aux États-Unis.
La Bibliothèque du Congrès a entrepris une restauration du film, et en 2012 une version partielle a été projetée au Festival du film de New York. Une version complète du film a été reconstituée à partir d'une version argentine du film en 16 mm. Une version complète a été présentée au Museum of Modern Art en 2016.

## Distinctions
- 1951 : Pierre Chenal nommé au Festival de Cannes[7]
- 2021 : Nomination pour la meilleure restauration au NCFCA Award